# نام سانگ-می
نام سانگ-می (به کره‌ای: 남상미) (زاده ۳ مه ۱۹۸۴) بازیگر اهل کره جنوبی است.

## حرفه
سانگ-می در یک رستوران در نزدیکی دانشگاه هانیانگ کار می‌کرد. محبوبیت او به عنوان اولزانگ منجر به کشف وی به عنوان بازیگری شد. وی اولین حضور خود را در سریال ملودرام بعد عشق در سال ۲۰۰۳ انجام داد و فعالیت بازیگری خود را با بازی در نقش‌های کوچک در فیلم‌ها، نمایش‌های تلویزیونی و تبلیغات آغاز کرد.

## زندگی شخصی
سانگ می در ۲۴ ژانویه ۲۰۱۵ با یک تاجر در یک کلیسای کوچک در استان یانگ پی یونگ، استان گیونگی ازدواج کرد و
در ۱۲ نوامبر ۲۰۱۵ صاحب فرزند شد.

## فیلم‌شناسی

### فیلم
| سال  | عنوان                 | نقش          |
| ---- | --------------------- | ------------ |
| ۲۰۰۴ | دختر جاسوسی           | نام جین آه   |
| ۲۰۰۴ | دروغ گفتن خیلی زیباست | جه یون       |
| ۲۰۰۴ | دوست مرده             | سو           |
| ۲۰۰۵ | او در وظیفه است       | چا سونگ هی   |
| ۲۰۰۵ | هرگز برای از دست دادن | لی هائریونگ  |
| ۲۰۰۹ | مجذوب                 | هی جین       |
| ۲۰۱۰ | تو (فیلم کوتاه)       |              |
| ۲۰۱۲ | درخت هلو              | پارک سونگ آه |
| ۲۰۱۴ | آهسته فیلم            | بونگ سو می   |

### سریال‌های تلویزیونی
| سال  | عنوان                                             | نقش               | شبکه    |
| ---- | ------------------------------------------------- | ----------------- | ------- |
| ۲۰۰۳ | نامه عاشقانه                                      | جوان کی کیونگ یون | MBC     |
| ۲۰۰۳ | مرد و زن درام باز «بهار مثل یک هولیگان به من آمد» | خورشید جوان       | SBS     |
| ۲۰۰۳ | شهر درام "حقیقت در مورد افسنطین و سیر"            | سا زنگ زد         | KBS2    |
| ۲۰۰۳ | فرار از بیکاری                                    | وانگ بیت نا       | SBS     |
| ۲۰۰۴ | نه به تنهایی                                      | سنگ می            | SBS     |
| ۲۰۰۵ | شهر درام خرس‌های عروسکی، شکلات داغ و. . "          | چوی دا جوان       | KBS2    |
| ۲۰۰۵ | نازنینم عزیزم                                     | یو این کیونگ      | KBS1    |
| ۲۰۰۵ | جاسوس شیرین                                       | لی سون-ای         | MBC     |
| ۲۰۰۶ | خانواده بد                                        | کیم یانگ آه       | SBS     |
| ۲۰۰۷ | زمان بین سگ و گرگ                                 | سئو جی وو         | MBC     |
| ۲۰۰۸ | خوش‌خوراک                                          | کیم جین سو        | SBS     |
| ۲۰۰۹ | شکست ناپذیر لی پیونگ کانگ                         | لی پیونگ-کانگ     | KBS2    |
| ۲۰۱۰ | زندگی زیباست                                      | بو یئون جو        | SBS     |
| ۲۰۱۱ | چراغ‌ها و سایه‌ها                                   | لی یونگ هی        | MBC     |
| ۲۰۱۲ | درامای ویژه کی‌بی‌اس: مثل معجزه                     | هان میونگ جو      | KBS2    |
| ۲۰۱۳ | الهه ازدواج                                       | آهنگ جی هی        | SBS     |
| ۲۰۱۴ | تفنگدار چوسان                                     | یونگ سو این       | کی‌بی‌اس۲ |
| ۲۰۱۷ | مدیر خوب                                          | یون‌ها کیونگ       | کی‌بی‌اس۲ |
| ۲۰۱۸ | بگذارید او را معرفی کنم                           | جی یون هان        | SBS     |

### موزیک ویدیو
| سال  | عنوان آهنگ              | هنرمند         |
| ---- | ----------------------- | -------------- |
| ۲۰۰۲ | "معجزه کریسمس"          | شین سونگ هون   |
| ۲۰۰۴ | "او می‌خندد. . "         | کیم هیونگ جونگ |
| ۲۰۰۵ | "عشق است. . "           | آبی پرنعمت     |
| ۲۰۰۶ | "کلمات دشوار برای گفتن" | لی سونگ گی     |
| ۲۰۰۹ | "یه چیزی بنوش"          | ضیا            |